# Telepredicazione

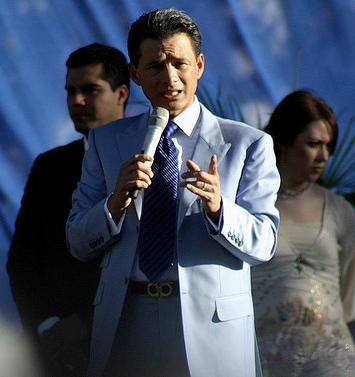
Cash Luna, un telepredicatore evangelicale in Guatemala

La telepredicazione è l'uso dei media, specialmente della radio e della televisione, per trasmettere i messaggi dei Vangeli e della Bibbia e più generalmente della Cristianità.
Negli Stati Uniti, questi predicatori ricevono spesso un'ampia attenzione mediatica, come avvenne negli anni '80 con Jimmy Swaggart e come viene oggi con predicatori come Joel Osteen.

## Definizione
I telepredicatori sono ministri cristiani, ufficiali oppure anche autoproclamati tali, che mostrano gran parte del loro ministero tramite la trasmissione televisiva. Il termine, telepredicatore, viene anche usato in modo derisorio dalla critica come insinuazione di esaltazione da parte di tali ministri. La telepredicazione è iniziata esclusivamente in America, diventò molto popolare specialmente tra i cristiani evangelicali e in chiese cristiane di cui anche la Chiesa universale del regno di Dio. L'accrescersi della globalizzazione ha permesso ad alcuni telepredicatori di raggiungere un pubblico maggiore attraverso reti di trasmissione internazionali, come la Trinity Broadcasting Network e The God Channel.
La telepredicazione a livello nazionale è comunque molto presente in altre nazioni come il Brasile. Alcuni telepredicatori sono anche pastori o ministri regolari nei loro luoghi di culto (spesso una megachurch), ma la maggior parte dei loro seguaci proviene dal loro pubblico televisivo e radiofonico. Altri non hanno una congregazione convenzionale e lavorano esclusivamente attraverso la televisione.

## Terminologia
La parola inglese televangelism è una parola macedonia che deriva dalle parole "television" e "evangelism" e fu coniata nel 1958 nel titolo di una miniserie televisiva della Southern Baptist Convention.

## Storia

### Radio (dagli anni '20 in poi)

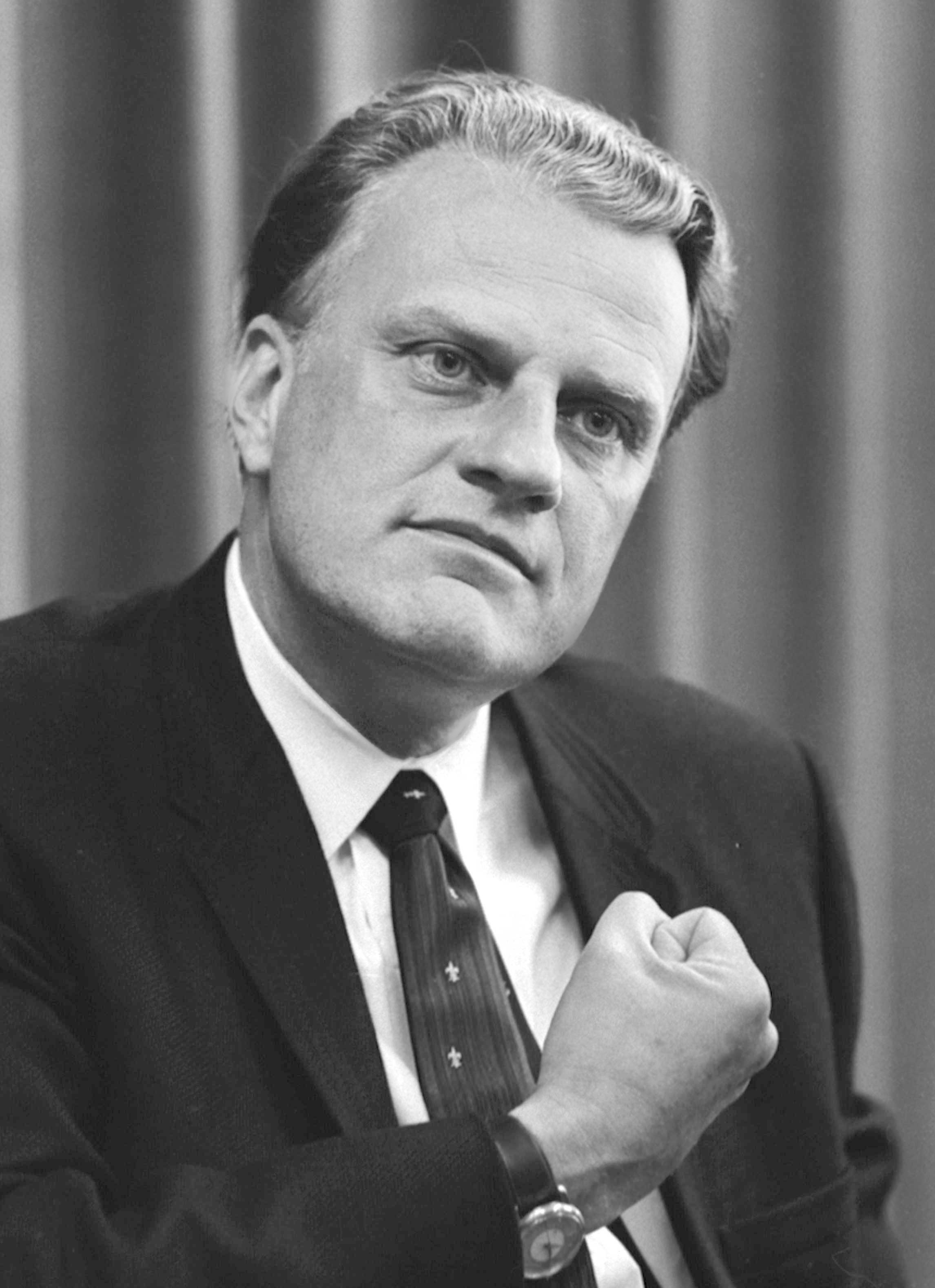
Billy Graham

Il cristianesimo ha sempre sottolineato la predicazione del vangelo al mondo intero, prendendo come ispirazione la Grande Commissione. Storicamente, ciò è stato ottenuto inviando missionari, a partire dalla Divisio Apostolorum, e in seguito, dopo l'invenzione della stampa, c'è stata la diffusione delle Bibbie e dei trattati religiosi nelle case dei fedeli. Alcuni cristiani si resero conto che la rapida diffusione della radio a partire dagli anni 20 fornì un nuovo potente strumento per questo compito, e furono tra i primi produttori di programmi radiofonici.
Le trasmissioni radiofoniche erano viste come attività integrative ai missionari tradizionali, consentendo di raggiungere un numero considerevole di ascolti a costi relativamente bassi, ma anche di permettere che il cristianesimo venisse predicato in paesi in cui ciò era illegale e dove i missionari erano vietati. Lo scopo della radio cristiana è quello di convertire le persone al cristianesimo e di fornire insegnamenti religiosi e sostegno ai credenti. Queste attività continuano fino ad oggi.
Negli Stati Uniti, con la Grande Depressione degli anni '30 si vide una rinascita della predicazione nella tenda del revival nel Midwest e nel Sud, mentre i predicatori itineranti guidavano di città in città, vivendo di donazioni. Diversi predicatori hanno iniziato i programmi radiofonici come risultato della loro popolarità. Uno dei primi ministri a usare la radio in modo estensivo fu S. Parkes Cadman, a partire dal 1923. Nel 1928, Cadman fece una trasmissione radio settimanale di domenica pomeriggio sulla rete radio NBC, il suo potente oratorio raggiungeva un pubblico nazionale di cinque milioni di persone.
Aimee Semple McPherson fu un altro pioniere del revival della tenda che presto si rivolse alla radio per raggiungere un pubblico più vasto. La radio alla fine ha dato la sua notorietà nazionale negli anni 1920 e 1930 e ha anche costruito una delle prime megachurch pentecostali. Negli anni '30, un famoso evangelista radiofonico dell'epoca era il prete cattolico padre Charles Coughlin, i cui programmi radio erano fortemente anticomunisti e antisemiti e raggiunsero milioni di ascoltatori.

### Televisione (dagli anni '50 in poi)

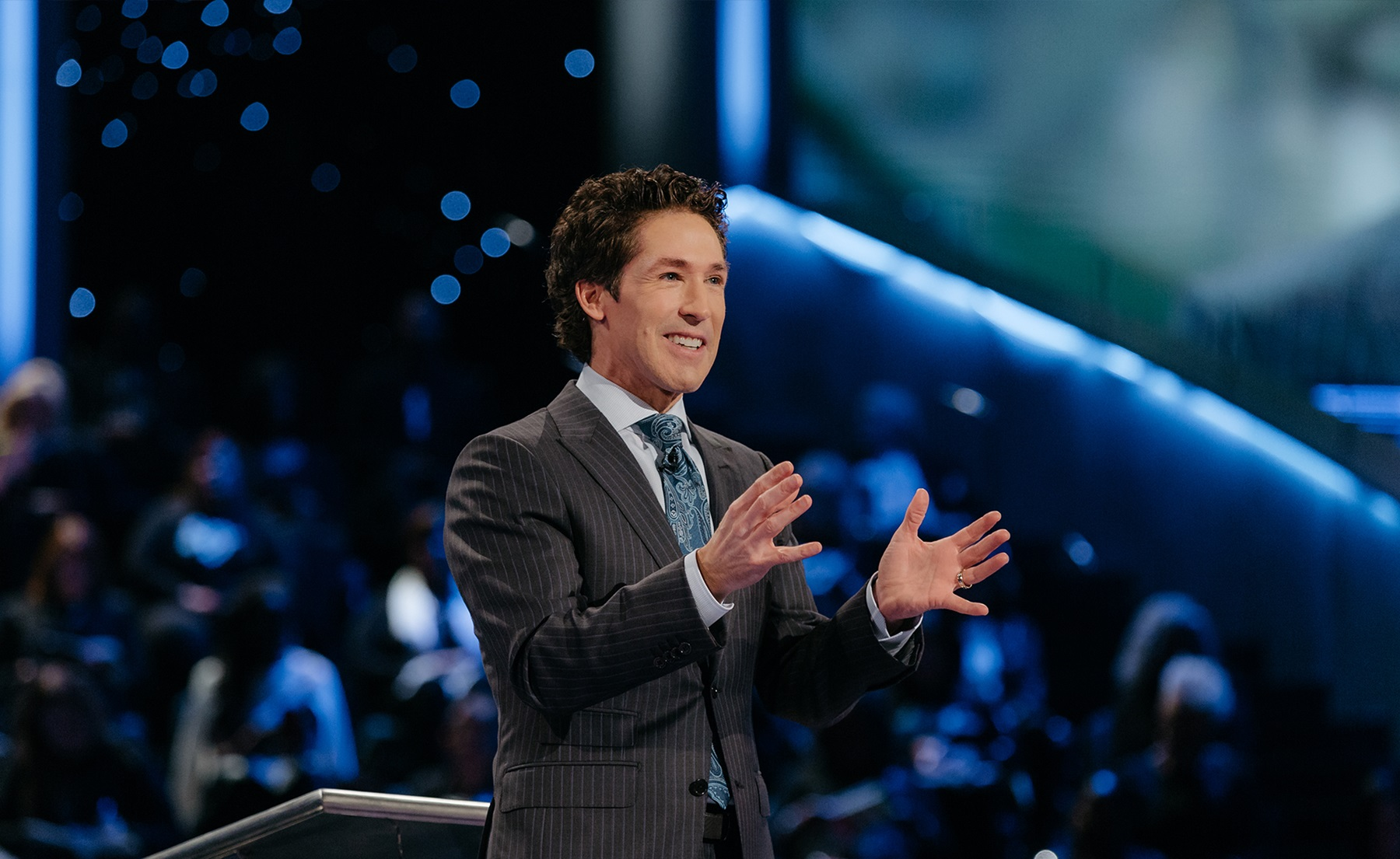
Il telepredicatore Joel Osteen a Lakewood Church, una megachurch in Houston, Texas

Anche se la televisione è iniziata negli anni '30, non è stata usata per scopi religiosi fino all'inizio degli anni '50. Jack Wyrtzen e Percy Crawford passarono alle trasmissioni televisive nella primavera del 1949. Un altro predicatore televisivo di nota fu Fulton J. Sheen, che divenne famoso in televisione nel 1951 dopo due decenni di trasmissioni radiofoniche popolari e che Time chiamò "il primo 'telepredicatore'". Sheen avrebbe vinto numerosi Emmy Awards per il suo programma che andava dai primi anni '50 fino alla fine degli anni '60.
Dopo anni di trasmissioni radiofoniche nel 1952, Rex Humbard divenne il primo ad avere un servizio di chiesa settimanale trasmesso in televisione. Nel 1980 i programmi Rex Humbard attraversarono 695 stazioni mondiali in 91 lingue e fino ad oggi coprirono il maggior numero di programmi evangelistici. La trasmissione "Oral Roberts's" del 1957 ha raggiunto l'80% del pubblico televisivo possibile attraverso 135 delle possibili 500 stazioni. Gli anni '60 e l'inizio degli anni '70 videro la televisione sostituire la radio come principale mezzo di intrattenimento domestico, ma corrispondevano anche a un'ulteriore crescita del cristianesimo evangelico, in particolare attraverso il ministero della televisione e della radio internazionale di Billy Graham. Molti noti telepredicatori iniziarono durante questo periodo, in particolare Oral Roberts, Jimmy Swaggart, Jim e Tammy Faye Bakker, Jerry Falwell e Pat Robertson. La maggior parte ha sviluppato le proprie reti mediatiche, l'esposizione alle notizie e l'influenza politica. Nel XXI secolo, alcuni servizi ecclesiastici trasmessi in televisione continuano ad attrarre un vasto pubblico. Negli Stati Uniti, ci sono Joel Osteen, Joyce Meyer e T. D. Jakes. In Nigeria, ci sono Enoch Adeboye e Chris Oyakhilome.